# Yugoslavia en los Juegos Olímpicos de Sapporo 1972
Yugoslavia estuvo representada en los Juegos Olímpicos de Sapporo 1972 por un total de 26 deportistas que compitieron en 4 deportes.  
El equipo olímpico yugoslavo no obtuvo ninguna medalla en estos Juegos.